# Lluciapomaresius
Lluciapomaresius is een geslacht van rechtvleugeligen uit de familie van de sabelsprinkhanen (Tettigoniidae). De wetenschappelijke naam van dit geslacht is voor het eerst voorgesteld door Joan Barat in een publicatie uit 2012. De soorten in dit geslacht komen op het Iberisch schiereiland voor.

## Soorten
Het geslacht Lluciapomaresius omvat de volgende soorten:
- Lluciapomaresius anapaulae (Schmidt, 2009)
- Lluciapomaresius asturiensis (Bolívar, 1898)
- Lluciapomaresius eclipticus (Barat, 2004)
- Lluciapomaresius nobrei (Bolívar, 1898)
- Lluciapomaresius ortegai (Pantel, 1896)
- Lluciapomaresius panteli (Navás, 1899)
- Lluciapomaresius stalii (Bolívar, 1877)